# Carlos Aguiar Retes
Carlos Aguiar Retes (Tepic, 1950. január 9. –) mexikói római katolikus pap, a Mexikóvárosi főegyházmegye érseke, bíboros. A Mexikói Püspöki Konferencia és a Latin-Amerikai Püspöki Konferencia (CELAM) tisztségviselője, korábban mindkettőnek az elnöke volt. Közreműködött a CELAM 2007-es aparecidai konferenciája végén kiadott, mérföldkőnek számító küldetésnyilatkozatának megfolgalmazásában. 2009 és 2017 között a Tlalnepantlai főegyházmegye érseke, 1997 és 2009 között pedig a Texcocoi egyházmegye püspöke volt. David Agren a Catholic News Service munkatársa Ferenc pápa „régi szövetségesének” nevezi, aki „az intellektuális kifinomultságot pasztorális szenvedéllyel ötvözi”.

## Életrajz
Aguiar Retes 1950. január 9-én született a mexikói Tepicben, hat gyermek közül a másodikként. Szülei Carlos Aguiar Manjarrez és María Teresa Retes Pérez-Sandi voltak. Bölcsészetet és filozófiát tanult a Tepic-i szemináriumban, 1969-ben diplomázott, majd teológiát tanult az Egyesült Államokban, az új-mexikói Montezuma városában lévő Pápai Szemináriumban 1972-ig, majd a Tula-i Szemináriumban, tanulmányait 1973-ban fejezte be.

### Papság
1971. december 24-én szentelték diakónussá. 1973. április 23-án szentelték pappá a Tepic-i katedrálisban. Még abban az évben plébános-helyettesként kezdett dolgozni a Goretti Szent Mária plébánián, ahol 1974-ig maradt. 1974 és 1977 között Rómában tanult a Pápai Latin-Amerikai Főiskolán, ahol a Pápai Biblikus Intézetben szerzett diplomát szentírástanból. Visszatért Mexikóba, és kinevezték a Tepic-i szeminárium rektorává.
1991-ben visszatért Rómába, hogy folytassa tanulmányait. 1992 és 1993 között tagja volt egy bibliatudósokból álló csapatnak, amely a a Biblia közérthető nyelvre való fordítását, a Biblia de América kiadását készítette elő. 1996-ban doktorált biblikus teológiából a Gregoriana Pápai Egyetemen „A próféták böjtjének kritikája” című dolgozatával. 1996 és 1997 között a Mexikói Pápai Egyetemen a Szentírástudományi tanszéket vezette, ahol a XXIII. János Papi Rezidencia rektora is volt.
Aguiar a spanyol mellett folyékonyan beszél olaszul, angolul, franciául és németül.

### Püspök és érsek
II. János Pál pápa 1997. május 28-án kinevezte őt a Texcocói egyházmegye harmadik püspökévé. Június 29-én szentelték püspökké. 2007. március 8-án a Vallásközi Párbeszéd Pápai Tanácsa tagjává nevezték ki.
2003 májusában négy évre megválasztották a Latin-Amerikai Püspöki Konferencia (CELAM) alelnökévé. Az abban az évben Aparecidában tartott konferenciára való felkészülés során a globalizációról és az új evangelizációról írt egy tanulmányt, amelyben a helyi kultúrák és hagyományok, közösségek által szentesített normák leértékelését a tömeges migráció és a környezeti károkozás mögött álló gazdasági erőkkel hozta összefüggésbe. A konferenciában tagja volt a Jorge Bergoglio bíboros (a későbbi Ferenc pápa) által vezetett szerkesztőbizottságnak, amely egy olyan konferencia-nyilatkozatot készített, amely a felszabadítási teológia kulcsfontosságú elemeit támogatta, kevésbé nyíltan politikai és az egyház küldetésébe integrált formában átfogalmazva.
2008-ban a mexikói püspökök és a kábítószer-kereskedők közötti kapcsolatról beszélt, akik időnként a helyi templomok építését finanszírozták. Miután több más püspök is tagadta, hogy az egyház illegális tevékenységből származó adományokat fogad el, Aguiar azt mondta, hogy a drogbárók „nagylelkűek, és gyakran adnak pénzt egy templom vagy kápolna építéséhez” és „áramot telepítenek, kommunikációs kapcsolatokat, autópályákat és utakat létesítenek” a szegény közösségekben. Elmondta, hogy egyes bűnözők a jó cselekedetek révén remélik megnyugtatni lelkiismeretüket, és megnyugvást kérnek a papságtól: „Megtörtént a közeledés velük, mivel tudják, hogy a diszkréciót be fogják tartani. Amit szeretnének, az az, hogy lelkiismeretükben nyugalommal találkozzanak. Amit tőlünk kapnak, az egy éles válasz: Változtassatok az életeteken!”
2009. február 5-én XVI. Benedek pápa kinevezte őt a Tlalnepantlai főegyházmegye érsekévé. Beiktatására március 31-én került sor. Az egyházi kinevezések egyik elemzője megjegyezte, hogy ez egy kevésbé tekintélyes kinevezés volt, mint amire a karrierútja utalt, és arra utal, hogy Benedek pápa némi rosszallását fejezte ki, amikor nem nevezte ki őt 2011-ben a Guadalajarai főegyházmegye és 2012-ben a Monterrey-i főegyházmegye érsekévé.

2011 májusában, amikor a Mexikói Püspöki Konferencia vezetője volt, négy évre megválasztották a Latin-Amerikai Püspöki Konferencia elnökévé. Korábban a szervezet főtitkáraként és alelnökeként tevékenykedett. Egy interjúban úgy értékelte a latin-amerikai egyházat, hogy „átmenetet képez egy olyan időszakból, amikor a keresztény értékeket mindenki elfogadta, egy olyan helyzetbe, amikor a modellek változnak, és egy multikulturális társadalom alakul ki.” Azt mondta:
Nem lehetünk azon a véleményen, hogy elsődleges feladatunk az, hogy a küszöbön állva ellenőrizzük, hogy az emberek rendelkeznek-e az egyházhoz tartozás adminisztratív feltételeivel. Itt a pillanat, hogy a kereszténység lényegét hirdessük, mindenkinek. Az embereknek úgy, ahogy vannak, azon konkrét körülmények között, amelyek között most élnek, azokkal az elvárásokkal, amelyekkel most rendelkeznek. Mexikónak azon a területén, ahol én élek, tizenkét egyházmegye van, ahol emberek élnek, akik mindennap jönnek-mennek életbevágó szükségleteik miatt. Ez a lényeg, az együttélés minden új körülményét fel kell vállalnunk. Például megkönnyíteni a szentségekhez való hozzáférést, hogy a plébánia igényei ne váljanak okulttá arra, hogy elveszítsék a kapcsolatot az egyházzal.
Azt mondta, hogy az egyházi tevékenység ideológiai leírásai elavultak, hogy az egyházi vezetés nagy része felismerte, hogy inkább a kormányzati politikát kell támogatni, mintsem egy adott kormányhoz igazodni, és hogy az egyház hibái iránti alázat ártalmatlanná teszi a média azon kísérleteit, hogy „becsmérelje az egyházi intézményt”. Mindazonáltal együttműködött a helyi kormányzati tisztviselőkkel, köztük Enrique Peña Nietóval, Mexikó állam kormányzójával, aki később Mexikó elnöke lett. Az állami kormányzat segített finanszírozni a hitoktatás egy részét. 2009-ben Aguiar segített tárgyalni a vallásszabadság fokozott alkotmányos elismeréséről. Együtt dolgozott Eruviel Ávila kormányzóval és más vallások képviselőivel egy közös értékekről szóló nyilatkozaton, a „Paktum az értékek megerősítéséért a vallási társulásokkal”, hogy összehangolják a társadalmi intézmények megerősítésére irányuló erőfeszítéseket.
2012. szeptember 18-án Benedek pápa kinevezte Aguiart, hogy részt vegyen a 2012. októberi, az új evangelizációról szóló püspöki szinóduson. Az egyik spanyol nyelvű csoport moderátora volt. A szinódushoz szólva azt mondta, hogy „az egyház intézményes szervezete szükséges, de nem elégséges. Az Új evangelizáció megvalósításához és a hit átadásához az új nemzedékeknek, az egyházat teljes őszinteséggel, a hit megélésének módjára vonatkozó önvizsgálat révén kell átgondolni. Az új életstílusra vonatkozó javaslat nemcsak a lelkipásztorokra vonatkozik, hanem minden Amerikában élő keresztényre.” Latin-amerikai kollégáival együtt hangsúlyozta, hogy „a vallásosság továbbra is él és népünk nagy potenciális tartaléka”, hogy „a régió minden országában mély népi vallásosság gyökerezik.” Azt mondta, hogy „nem feledkezhetünk meg a tömegek egyszerű imájáról, akik a kegyhelyeken és a népünnepélyeken kifejezik saját áhítatukat, és sajnos úgy érzik, hogy nem szívesen látják őket és nem kísérik őket”, és azt mondta, hogy az egyháznak pásztorként fejlesztenie kell ezt a jámborságot, és arra kell bátorítania, hogy „a társadalmi átalakulás iránti elkötelezettséget, amely hozzájárul a leginkább rászorulók jólétéhez.” Arra szólított, hogy az intézményi struktúrák helyett ismét a hitközösségekre kell helyezni a hangsúlyt. Hasonló témákat említett Benedek pápa év eleji mexikói látogatását megelőzően.
Tlalnepantlában Aguiar kidolgozott egy programot, amelynek keretében katolikus laikusok hívták meg a szomszédokat, hogy vegyenek részt a plébániai tevékenységekben. A kormányzati politikákkal kapcsolatos egyházi álláspont népszerűsítése során arra kérte a laikusokat, hogy álljanak az erőfeszítések élére, például az azonos neműek házasságához való jog alkotmányba foglalásának tervét ellenezve. Hangsúlyozta a különböző szociális szolgálatok, köztük a helyi pszichológiai tanácsadó központok, az egyedülálló anyáknak nyújtott szolgáltatások, valamint a fogvatartottak és családajik számára nyújtott vallási oktatás jelentőségét. Az egyházmegye egy ifjúsági fesztivált támogatott, amelyen olyan sportágak szerepeltek, mint a motoros akrobatika, graffiti verseny, autótuning bemutató és könnyűzenei koncertek a boombox-tól a klasszikus rockig. A vallásoktatásban a memorizálással és szavalással szemben a tapasztalatszerzést és a katolikus tanítás mindennapi életbe való beillesztését hangsúlyozta.
2013 áprilisában a CELAM elnökeként a többi tisztségviselővel együtt találkozott Ferenc pápával, nem sokkal megválasztása után. Beszámolt arról, hogy megbeszélték az Aparecida folyamatban lévő megvalósítását, és azt mondta, hogy „Ferenc pápa az, aki – ha nem is a leginkább – de mindenképpen kifejezi hozzáállásában és szavaiban az Aparecida teológiai-pasztorális fejlődését.”
Ferenc pápa által kinevezett zsinati atya volt a családról szóló szinódus 2014-es és 2015-ös ülésszakán is. A 2014-es ülésszak végén részt vett a püspökök vitáit összefoglaló relatio elkészítésében.

### Bíboros
2016. október 9-én Ferenc pápa bejelentette, hogy ő az egyik a 17 új bíboros közül, akiket a 2016. november 19-i konzisztóriumon fog kreálni. A Szent Fábián és Venanzius templomot jelölték ki címtemplomául. Ő volt a hatodik mexikói, aki bíboros lett és az első tlalnepantlai érsek, aki megkapta a címet. Ferenc pápa, aki régóta barátja, bíborossá nevezte ki, miközben nem tette ugyanezt Moterey érsekével, aki hagyományosan bíborosi székhellyel rendelkezik.
2017 januárjában a Latin-amerikai Pápai Bizottság tagjává nevezték ki.
2017. december 7-én Ferenc pápa a Mexikóvárosi főegyházmegye érsekévé nevezte ki Norberto Rivera Carrera utódjául, aki 22 évet töltött a poszton. Beiktatására 2018. február 5-én került sor. A Tablet szerint a kinevezés nem volt meglepetés, mert Aguiar „Közép- és Latin-Amerika kiemelkedő egyházi személyisége.”
2020 decemberében Aguiar támogatta az azonos nemű párok számára a polgári házasságkötés lehetőségét. Azt mondta, hogy „mindenkinek joga van a családhoz.” Felszólította a szülőket, hogy maradjanak közel a magukat melegnek vagy leszbikusnak valló gyermekeikhez, hozzátéve: „Ha szabadon úgy döntenek, hogy egy másik személlyel élnek együtt, hogy házasságban élnek, az a szabadság.”

## Címer
|                  | Jelmondat: QUE TODOS SEAN UNO Legyenek mindnyájan egyek (Jn 17,21) |
| Korábbi verziók: |                                                                    |